# Sogno Georgiano
Sogno Georgiano - Georgia Democratica (in georgiano ქართული ოცნება – დემოკრატიული საქართველო?, kartuli otsneba – demok'rat'iuli sakartvelo) è un partito politico georgiano di stampo populista fondato dal miliardario, uomo d'affari e oligarca Bidzina Ivanishvili il 21 aprile 2012 .

## Storia
Alle elezioni parlamentari del 2012 il partito con la sua coalizione assieme al Partito Repubblicano di Georgia e altri partiti minori ha guadagnato 83 seggi su 150 al Parlamento georgiano superando il milione di voti. Uno dei suoi principali esponenti è l'ex calciatore del Milan e del Genoa K'akhaber K'aladze, attuale sindaco di Tbilisi.

## Ideologia e posizioni
Sogno Georgiano si dichiarava inizialmente un partito di centro-sinistra, e fu descritto come un movimento a vocazione "pigliatutto", favorevole a un'economia liberale e a un avvicinamento all'Occidente, alla NATO e all'Unione europea, con un carattere decisamente anti-russo e filo-europeista. Tuttavia, col tempo si è trasformato in un partito descritto come conservatore, illiberale ed euroscettico. La maggiore critica mossa nei suoi confronti è infatti la politica estera antioccidentale e pro Russia, nonostante le dure smentite da parte del partito, che è inoltre stato accusato di brogli elettorali.
Sogno Georgiano ha approvato leggi contro i finanziamenti stranieri alle organizzazioni non governative e contro la "propaganda LGBT", a seguito delle quali l'Unione europea ha congelato il percorso di adesione della Georgia all'UE.
Il più grande partito rivale è il Movimento Nazionale Unito dell'ex presidente Mikheil Saakashvili, anche se entrambe le formazioni condividono gli stessi orientamenti ideologici. In questo contesto, i dibattiti politici si concentrano soprattutto sulle relazioni con la Russia, con accuse reciproche di "fare il gioco di Mosca". Le questioni sociali sono per lo più assenti dai discorsi e dai dibattiti politici.

## Risultati elettorali
| Elezione                                             | Voti      | %     | +/-  | Seggi     | +/- | Posizione   |
| ---------------------------------------------------- | --------- | ----- | ---- | --------- | --- | ----------- |
| Parlamentari 2012 a                                  | 1.184.612 | 54,85 |      | 83 / 150  |     | Maggioranza |
| Parlamentari 2016 b                                  | 856.638   | 48,77 | 6,08 | 115 / 150 | 32  | Maggioranza |
| Parlamentari 2020                                    | 928.004   | 48,22 | 0,55 | 90 / 150  | 25  | Maggioranza |
| Parlamentari 2024                                    | 1.120.053 | 53,93 | 5,71 | 89 / 150  | 1   | Maggioranza |
| a Con SKP, SRP, MGS, CS-TD e EP b Con SKP, SDD e SMP |           |       |      |           |     |             |

| Elezione           | Elezione | Candidato             | Voti      | %     | Esito     |
| ------------------ | -------- | --------------------- | --------- | ----- | --------- |
| Presidenziali 2013 | I turno  | Giorgi Margvelashvili | 1.012.504 | 62,15 | ✔️ Eletto |
| Presidenziali 2018 | I turno  | Salomé Zourabichvili  | 615.572   | 38,64 | ✔️ Eletto |
| Presidenziali 2018 | II turno | Salomé Zourabichvili  | 1.147.701 | 59,92 | ✔️ Eletto |